# フラット島

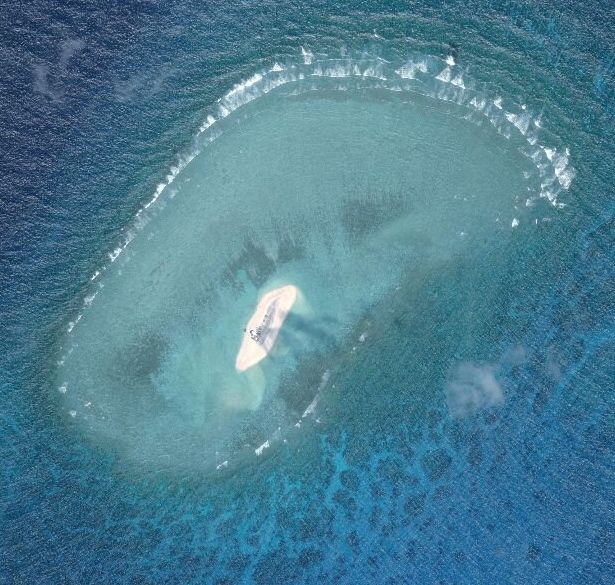
フラット島

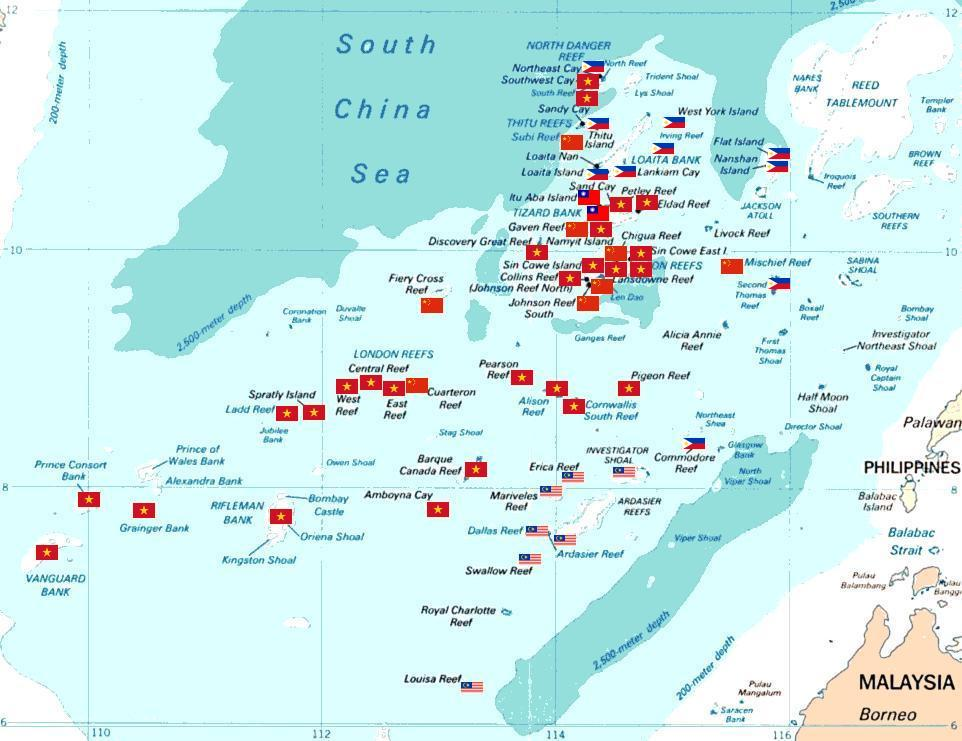
南沙諸島における南シナ海周辺諸国の実効支配状況

フラット島（フラットとう、英語: Flat Island、中国語: 費信島、タガログ語: Patag、ベトナム語：Đảo Bình Nguyên / 島平原（ビングエン））は、南沙諸島東部に位置する砂州である。旧称亀甲島、扁島。

## 地理
長さ320m、幅130m程度、面積は約0.04km2。北に約5海里離れたラワック島（中国語: 馬歡島）と共に環礁の一部を形成している。

## 領有
この島は小さい砂州なので軍は駐留できないが、フィリピンが実効支配しており、1970年からフィリピン軍がラワック島から監視している。中華人民共和国、中華民国（台湾）及びベトナムも主権を主張している。

## 中国名
中国名の費信島は、明朝時代の鄭和の大航海における役人費信にちなむ。